# Montrose (línea Azul)
Montrose es una estación en la línea Azul del Metro de Chicago. La estación se encuentra localizada en 4600 West Montrose Avenue en Chicago, Illinois. La estación Montrose fue inaugurada el 1 de febrero de 1970.  La Autoridad de Tránsito de Chicago es la encargada por el mantenimiento y administración de la estación. Justo al oeste de la estación se puede hacer una transferencia al tren de cercanías Metra.

## Descripción
La estación Montrose cuenta con 1 plataforma central y 2 vías. 

## Conexiones
La estación es abastecida por las siguientes conexiones: 
- Rutas del CTA Buses: #54 Cicero #54A North Cicero/Skokie #78 Montrose